# Penisola Tierney

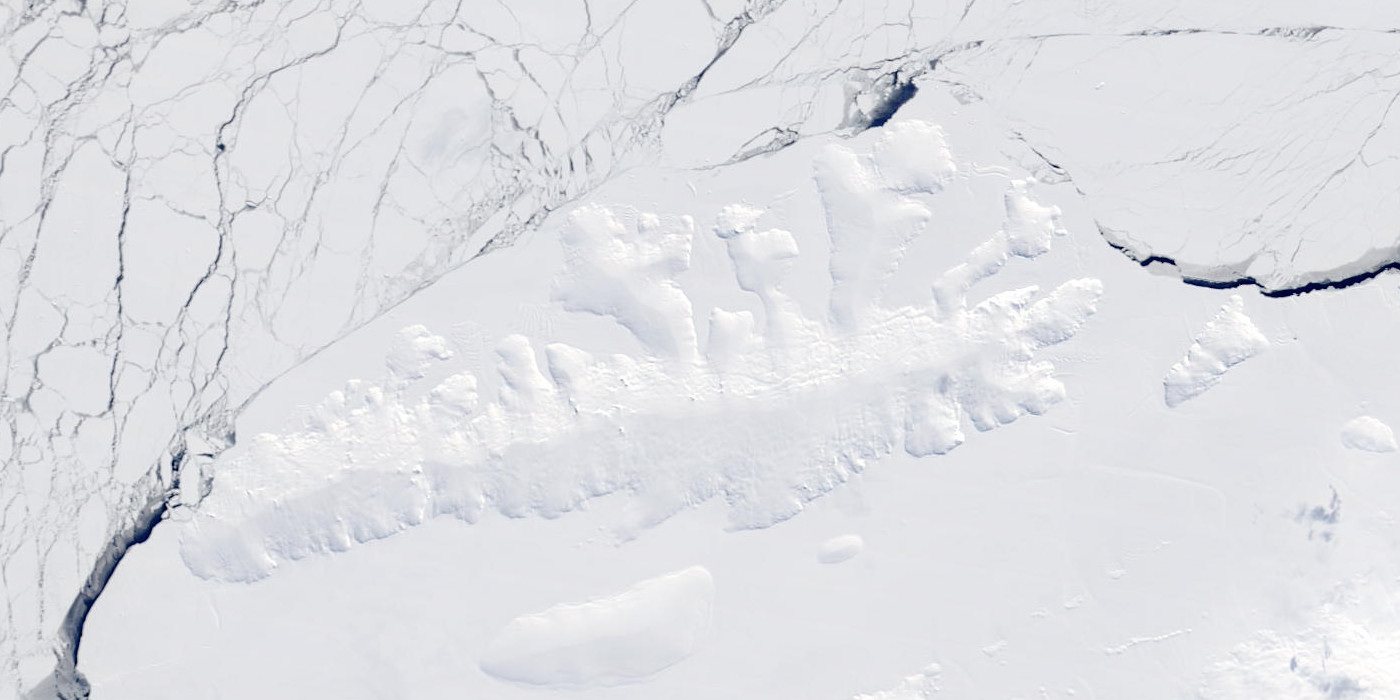
Un'immagine satellitare dell'isola Thurston.

La penisola Tierney è una penisola completamente coperta dai ghiacci situata sull'isola Thurston, al largo della costa di Eights, nella Terra di Ellsworth, in Antartide. Questa penisola, che si allunga verso est nel mare di Bellingshausen per circa 26 km, si trova in particolare sulla costa settentrionale dell'isola, all'estremità orientale, dove separa il ghiacciaio Savage, a sud, dall'insenatura di Morgan, a nord, e la sua estremità, che poi è il punto più orientale dell'intera isola, è stata battezzata capo Annawan.

## Storia
La penisola Tierney fu scoperta nel febbraio 1960 durante voli in elicottero partiti dalla USS Burton Island e dalla USS Glacier e svolti su quest'area nel corso di una spedizione di ricerca della marina militare statunitense nel mare di Bellingshausen, e fu poi così battezzata dal Comitato consultivo dei nomi antartici in onore di J. Q. Tierney, un oceanografo in servizio sulla Burton Island durante la suddetta spedizione.